# 10689 Pinillaalonso
10689 Pinillaalonso è un asteroide della fascia principale. Scoperto nel 1981, presenta un'orbita caratterizzata da un semiasse maggiore pari a 3,2139562 UA e da un'eccentricità di 0,0759899, inclinata di 21,98139° rispetto all'eclittica.